# Cupidopsis conjugens
Cupidopsis conjugens är en fjärilsart som beskrevs av Embrik Strand 1912. Cupidopsis conjugens ingår i släktet Cupidopsis och familjen juvelvingar. Inga underarter finns listade i Catalogue of Life.